# Dolphin’s Mind
Dolphin’s Mind war ein deutsches Dance-Projekt, das 1997 von den DJs Tolga Flim Flam Balkan und Lotec gegründet wurde.

## Biografie
Bereits die erste Single, The Flow (Deep), wurde ein Hit und stieg 1997 in Deutschland, Österreich und der Schweiz in die Top 30 der Charts. 1998 folgte L’esperanza, das immerhin noch mittlere Chartpositionen in Deutschland und der Schweiz erklomm. Mit Believe in You (The Whistle Song) hatte Dolphin’s Mind ein halbes Jahr später die letzte Hitparadennotierung einer Single in Deutschland zu verbuchen.
Das einzige Album des Projekts, Fluid, erreichte Ende 1998 Platz 30 der deutschen und Platz 45 der Schweizer Hitparade. Der erste Teil des Doppelalbums enthält Lieder von Dolphin’s Mind, darunter Remixe von Believe in You (The Whistle Song) und L’esperanza. Die zweite CD beinhaltet The Full Dream Dance Megamix, in dem auch bekannte Tracks anderer Künstler, z. B. Insomnia von Faithless, Meet Her at the Love Parade von Da Hool oder Children von Robert Miles, verarbeitet wurden.
Bis ins Jahr 2000 erschienen weitere Singles, die jedoch keinen kommerziellen Erfolg hatten. Daraufhin wurde das Projekt beendet.

## Diskografie

### Alben
- 1998: Fluid – The Album (Doppelalbum inkl. The Full Dream Dance Megamix)

### Singles
- 1997: The Flow (Deep)
- 1998: L’esperanza
- 1998: Believe in You (The Whistle Song)
- 1998: La Luna
- 2000: Lovenation
- 2000: Into the Blue
- 2000: Nation of Love